# Intelig
A Intelig Telecom foi uma empresa de telecomunicações brasileira que atuou entre 2000 e 2009.

## Histórico
A Intelig foi criada em 1999 inicialmente como operadora de longa distância que atuava como espelho da operadora Embratel, em política que visava a fomentar a concorrência no mercado brasileiro de telecomunicações após a privatização do sistema Telebras. A empresa foi criada pelo consórcio Bonari, formado por três multinacionais: National Grid (Grã-Bretanha), France Télécom (França) e Sprint (EUA), que detinham 50%, 25% e 25% da empresa, respectivamente, vencedoras do leilão de concessão da empresa-espelho da Embratel, pelo lance de R$ 55 milhões.
Com investimentos de R$ 2,8 bilhões, a Intelig Telecom começou a construir sua rede em 1999, antes mesmo de entrar em operação. Em dois anos, implementou sua rede de telecomunicações no país. 
O nome da companhia foi escolhido em uma eleição por telefone, na qual três atrizes representavam as opções para o público votar: Letícia Spiller com o nome Unicom; Deborah Secco, com Intelig; e Adriane Galisteu com a marca Dialog. 
Ao entrar em operação, em 23 de janeiro de 2000, a empresa trouxe, pela primeira vez ao país, a concorrência na área de telefonia de longa distância nacional e internacional. Em 23 de novembro do mesmo ano, apresentou seu portfólio de soluções para o mercado corporativo. 
Em 2002, os sócios puseram a Intelig à venda por falta de interesse dos sócios.
A empresa entrou no mercado de telefonia local em setembro de 2003 e passou a se chamar Intelig Telecom. Em 2005, lançou o provedor de internet grátis InteligWeb.
No ano de 2006, com rede 100% digital, a empresa possuía 15 mil quilômetros de rede de fibra ótica própria instalados por todo o Brasil, além de nove centrais telefônicas, 10 estações satelitais, conexão às grandes redes internacionais e capacidade nos principais sistemas de cabos submarinos, como o AmericasII, Globenet, Global Crossing e o Atlantis2.
Em janeiro de 2008, o Grupo Docas, do empresário Nelson Tanure, anunciou ter celebrado um contrato para a aquisição da Intelig, tendo a operação sido aprovada pela Anatel em 31 de julho de 2008. Segundo o comunicado do Grupo Docas, a Intelig tem um faturamento anual de aproximadamente R$ 740 milhões e possui mais de 3 milhões de usuários mensais por meio do código 23 e 2 milhões de clientes corporativos, incluindo 94 das 500 mais importantes corporações nacionais.
Em 2009, foi eleita pelo Great Place to Work Institute (GPTW) como uma das cem melhores empresas para se trabalhar no Brasil.
No ano de 2009, foi comprada pela operadora ítalo-brasileira TIM, juntando os dois códigos: 23 e 41, com o ímpeto de concorrer principalmente com a nacional Oi, que usava os códigos 31 e 14 (antiga Brasil Telecom), além da Embratel/Claro, Vivo/Telefónica/GVT e Nextel, todas multinacionais. Com a aquisição, esperava-se uma economia expressiva de custos com o aluguel de redes de empresas. Além do pagamento em ações ordinárias e preferenciais da TIM à Docas, a operadora de celular assumiu cerca de US$ 70 milhões da dívida financeira da Intelig. Em dezembro, a Intelig foi incorporada pela TIM. 
A empresa era sediada no Rio de Janeiro, no mesmo prédio da sede da Coca-Cola Brasil. A Intelig Telecom possuía, ainda, escritórios regionais nos estados de São Paulo, Minas Gerais, Pernambuco, Paraná e no Distrito Federal.

## Operação
Com a abertura do mercado de longa distância em 2002, e o incremento na concorrência, a empresa ampliou seu portfólio de produtos, passando a oferecer serviços de dados (VPN, DIP, ATM, entre outros), ligações locais e de hubbing para outras empresas de telecomunicações.
Seu foco era o mercado corporativo, para o qual a empresa oferecia soluções de telefonia e de comunicação de dados.
A Intelig Telecom operava serviços de longa distância nacional e internacional através do CSP (código de seleção de prestadora) 23.

## InteligWeb
A exemplo de outras operadoras, a Intelig Telecom entrou no mercado de provedores de acesso, oferecendo o serviço de acesso discado gratuitamente com a marca InteligWeb.
Com a InteligWeb, o tempo de conexão virava Piiis! e os Piiis! virvaam bônus que valiam como dinheiro: para cada hora de conexão, acumulavam-se até R$ 0,45 (0,45 Piiis!).
O provedor oferecia a seus usuários a possibilidade de comprar produtos com os seus créditos ganhos no programa de afiliação, em lojas associadas ao programa, como as Lojas Americanas, o Carrefour, o Pão de Açucar e o Submarino.
Além disso, oferecia serviços de correio eletronico, fotolog e HD virtual de até 1Gb.
A InteligWeb enviou mensagem de correio eletrônico a todos seus usuários em 24 de agosto de 2010, informando que naquela data terminaria a conexão simultânea nos seus provedores.
No primeiro semestre de 2012, a empresa descontinuou sem aviso prévio os seus serviços de e-mail e disco virtuais, encerrando definitivamente suas operações.

## InteligFast
A Intelig também fornecia em São Paulo o acesso à Internet de banda larga nas velocidades de 5 Mbps, 10 Mbps e 15 Mbps, utilizando a tecnologia de rede elétrica (PLC).